# Damatría
Damatría, en grec moderne : Δαματρία, est un village de la communauté de Petaloúdes (el), sur la côte ouest de l'île de Rhodes, en Grèce. Il est situé à 15 km en ligne droite du centre de la ville de Rhodes.
Selon le recensement de 2011, la population de la municipalité de Damatría compte 641 habitants, dont 633 habitants à Damatría et 8 habitants à Káto Kalamóna.

## Histoire
Les découvertes archéologiques éparses confirment les références bibliographiques, qui soulignent l'occupation continue de la région depuis l'antiquité grecque classique et la période hellénistique jusqu'à aujourd'hui, sans interruption, grâce au sol fertile, au microclimat humide et chaud et aux eaux qui abondent dans la rivière Damatrenó et ses ruisseaux. La zone tire probablement son nom de Déméter (en dorien : Δαμάτιρ / Damátir), déesse de l'agriculture et des moissons,. La municipalité de Damatría, dont l'existence est confirmée par des inscriptions anciennes et d'autres découvertes (maçonnerie en argile, éléments architecturaux en marbre, tombes, sols de maisons , etc.), était dans l'Antiquité l'une des communes de la cité-État d'Ialysía ou Ialyssos, l'une des plus puissantes de l'Hexapole dorienne. 
La zone entourant le monastère de l'Exaltation de la Sainte Croix de Damatría (en grec moderne : Ιεράς Μονής Υψώσεως Τιμίου Σταυρού Δαματριάς), le plus ancien lieu de culte de la région, présente une valeur historique particulière. On y a découvert des ruines d'anciens bâtiments grecs, romains, byzantins et médiévaux.
L'église rupestre d'Ágios Nikítas (XIIe – XIIIe siècle), riche en découvertes de la fin de la période byzantine, et l'église post-byzantine (à l'origine une grotte) de l'archange Michel, avec des fragments de fresques datant du XVe siècle et des fresques du XVIIe siècle, présentent également une valeur historique particulière.
Pendant la période de la Chevalerie (XIVe siècle - début XVIe siècle), Damatría appartient à la Castellania de Villanova. Des références dans les archives des Chevaliers-Hospitaliers à Malte indiquent que Damatria était habitée, possédée et cultivée par les Hospitaliers.
Plus tard, pendant la période de la domination ottomane, l'église locale avec le sanctuaire d'Ágios Ioánnis le Théologien, construite vers 1850, semble avoir rallié et pris soin des habitants locaux.
Pendant la période d'occupation italienne (1912-1943), les conquérants italiens contraignent les habitants locaux à un échange obligatoire de terres fertiles et de terres arables afin de mettre en œuvre leurs plans de développement agricole, en utilisant principalement des colons italiens qui se sont installés dans la région de Káto Kalamóna et quelques résidents de Damatría. Dans la même zone, ils établissent un poste de police, qui est transféré peu après à Áno Kalamóna, où l'administration allemande d'occupation est installée (8 septembre 1943-9 mai 1945).
Après l'effondrement de l'axe germano-italien, la région de Damatría, comme le reste des villages et des îles du Dodécanèse, est temporairement sous occupation britannique (9 mai 1945-31 mars 1947). Puis, pour la première fois, après des siècles d'asservissement, la population locale sent que la liberté et l'intégration tant attendue à la mère Grèce approche, ce qui se produit finalement le 7 mars 1948, puisque dès le 31 mars 1947, le Dodécanèse est sous administration militaire grecque sous le commandement du vice-amiral Periklís Ioannídis.